# ميدتاب
الشرق الأوسط للصهاريج وخطوط أنابيب البترول «ميدتاب» (بالإنجليزية: MIDTAP - Middle East Oil Tankage And Pipelines)‏ هي شركة مساهمة حكومية مصرية، وإحدى شركات قطاع البترول المصري، أنشأت سنة 1997 وفقا لقانون الشركات الإستثمارية رقم 98 للمناطق الحرة والمعدل بقانون ضمانات وحوافز الإستثمار رقم 8 لسنة 1997 كشركة مساهمة مصرية بنظام المناطق الحرة بالإسكندرية .
وتعتبر ميدتاب أول شركة استثمارية في مصر تقوم بإنشاء مشروعات البنية الأساسية للمستودعات وخطوط أنابيب الخام والمنتجات البترولية وتسهيلات تصدير الفحم باستـخدام نظام التشييد والتأجير ونقل الملكية. ويتيح هذا النظام للدولة إنشاء مشروعات كبرى دون تحملها أعباء تدبير التمويل اللازم لهذه المشروعات مما يدفع بعجلة التنمية إلى الأمام.

## أشهر المشروعات
- محطة تدفيع الخام بشركة سوميد بسيدى كرير
- شبكات التوزيع ووحدات المرافق والمستودعات بمعمل تكرير ميدور
- الرصيف البحري لشركة (ميدتاب) بميناء الدخيلة بالإسكندرية

## مساهمات الشركة بقطاع البترول
- ميدووتر - الشرق الأوسط لتكنولوجيا المياه والصرف: 49%
- بترومنت - الإسكندرية للصيانة البترولية: 17.78%
- ميداليك - الشرق الأوسط للكهرباء: 46.8%
- بتروسبورت - المصرية للخدمات الرياضية: 10%
- إمارات مصر : 10%
- المصرية لناقلات البترول البحرية : 13%
- ميجاتون - العالمية لتصنيع المعدات البترولية: 25%

## المساهمين
يساهم في رأسمال الشركة كل من:-
- بتروجيت - المشروعات البترولية والاستشارات الفنية: 40,47%
- إنبي - الهندسية للصناعات البترولية والكيماوية: 19,06%
- المصرية للمشروعات الاستثمارية : 15,63%
- البنك الأهلي المصري : 14,84%
- بنك مصر : 10%

## رؤساء الشركة
- مجدي عبد الفتاح توفيق ( يناير 2020 )
- عادل الشويخ ( أبريل 2019 - حتى الآن )
- سمير رزق (مايو 2018 - مارس 2019).[1]
- محمد صلاح الدين الشربينى (أغسطس 2017 - مايو 2018).[2]
- خالد عبد البديع (أبريل 2016 - أغسطس 2017).[3]
- طارق الحديدي.
- محمود بدران.
- سامح فهمي.

## وصلات خارجية
- موقع وزارة البترول والثروة المعدنية
- موقع الهيئة المصرية العامة للبترول
- موقع شركة ميدتاب